# Donau-school

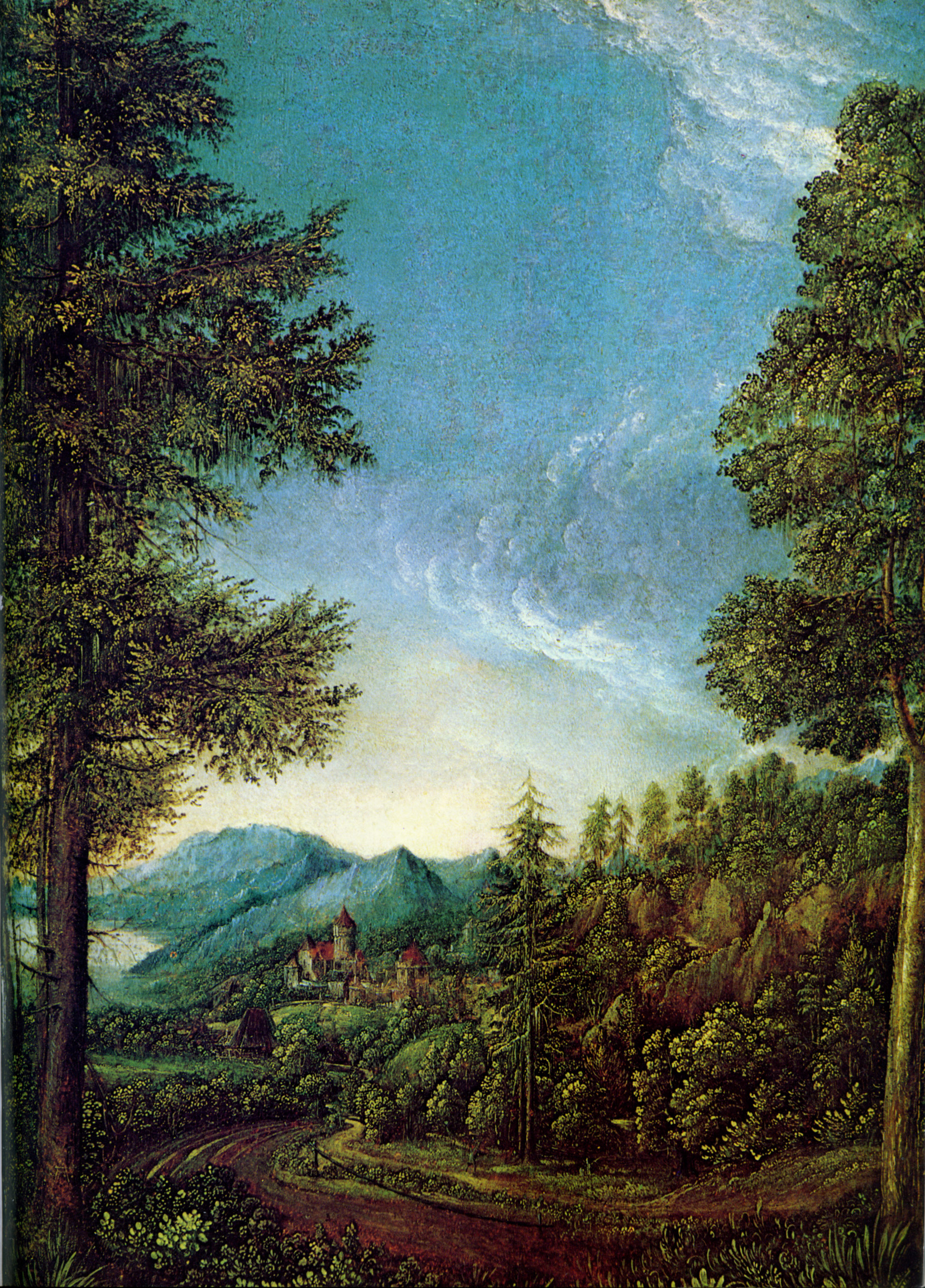
Dit landschap bij Regensburg door Albrecht Altdorfer is een voorbeeld van de landschapsschilderkunst in de Donau-school.

De Donau-school (Duits: Donauschule of Donaustil) was een maniëristische stroming in de Duitse schilderkunst in het begin van de 16e eeuw, die zich in hoofdzaak uitte in de landschapsschilderkunst. Het was voornamelijk een groep schilders uit Beieren en Oostenrijk, voornamelijk langs de Donau-vallei. Ze behoorden tot de eerste schilders die regelmatig pure landschapsschilderkunst gebruikten, en hun figuren, beïnvloed door Matthias Grünewald, zijn vaak zeer expressief, zo niet expressionistisch. Ze tonen weinig Italiaanse invloed en vertegenwoordigen een beslissende breuk met de hoge afwerking van de schilderkunst uit de Noordelijke Renaissance, met een meer schilderachtige stijl die zijn tijd in veel opzichten vooruit was.
Albrecht Altdorfer en Wolf Huber waren twee van de meest centrale figuren binnen de Donau-school. Altdorfer was de kunstenaar die de meeste kunstwerken maakte die geassocieerd worden met de Donau-school. De term 'Donau-school' was hoogstwaarschijnlijk niet een naam die deze groepen kunstenaars aan zichzelf gaven, maar een naam die honderden jaren later is afgeleid, nadat een man met de naam Theodore von Frimmel in 1892 een schilderij observeerde in de Donau-regio rond Regensburg, Duitsland. Toen in het werk van kunstenaar Lucas Cranach stilistische elementen van de "Donau" werden herkend, begon de naam "De Donau-school" een diepere betekenis te krijgen.

## Karakteristieken

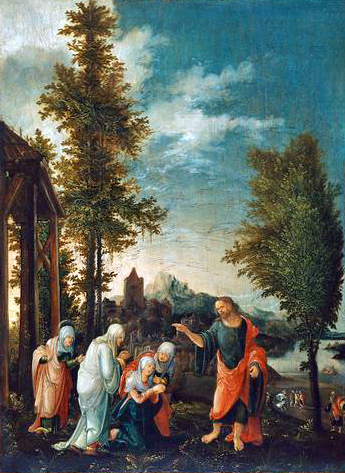
Christus neemt afscheid van zijn moeder door Wolf Huber (1519)

Robuust bergterrein, torenhoge sparren en dramatische lichteffecten van zonsondergang en dageraad zijn de belangrijkste kenmerken van de Donau-school. Andere elementen die de kunstwerken van de Donau-school onderscheiden, is het belang van de natuur en hoe deze wordt weergegeven, evenals de menselijke figuur binnen deze natuurlijke elementen.

## Vertegenwoordigers (selectie)
- Albrecht Altdorfer
- Wolf Huber
- Jörg Breu de oude
- Rueland Frueauf de jongere
- Augustin Hirschvogel